# Microregione di Chapadas do Extremo Sul Piauiense
Chapadas do Extremo Sul Piauiense è una microregione del Piauí in Brasile, appartenente alla mesoregione di Sudoeste Piauiense.
È una suddivisione creata puramente per fini statistici, pertanto non è un'entità politica o amministrativa.

## Comuni
È suddivisa in 9 comuni:
- Avelino Lopes
- Corrente
- Cristalândia do Piauí
- Curimatá
- Júlio Borges
- Morro Cabeça no Tempo
- Parnaguá
- Riacho Frio
- Sebastião Barros